# Överhogdalgobelinerne
Överhogdalgobelinerne er fem velbevarede gobeliner (billedtæpper/vægtæpper) fra vikingetiden fundet i landsbyen Överhogdal i Härjedalen midt i Sverige.
Gobelinerne blev fundet af Jonas Holms karl (1895-1986) i brændekassen i Överhogdals kirkes sakristi i forbindelse med en renovering i 1909.  Tøjbylten, som han ikke turde smide væk, gemte han i kirkeladen.  I 1910 blev de fundet af kunstneren Paul Jonze, da han kom til Överhogdal for at indsamle genstande til länsmuseet i Östersund.  Han tog gobelinerne med til landshøvdingfrue Ellen Widén, der vaskede dem i residensens badekar, uden de tog videre skade.  Gobelinerne var syet sammen og blev udstillet således i 1911 i Östersund.
Først mente man, at de var fra middelalderen, men en kulstof 14-datering i 1991 viste, at de var vævet mellem år 800 og 1100, i vikingetiden.
Afbildningerne er fra både den nordiske og den kristne forestillingsverden.  Et træ kan være verdenstræet Yggdrasil.  Nogle forskere mener, at gobelinerne viser Härjedalens kristning, men den dominerende teori er, at de viser ragnarok, verdens undergang i den nordiske mytologi.
Serien består af fem billedtæpper, hvoraf de fire er i soumakteknik med plantefarvet uldgarn på hørbund, mens det femte er dobbeltvævet.
Gobelinerne er restaurerede og kan  ses på Jamtli, Jämtlands Läns Museum.